# Aneurus minutus
Aneurus minutus är en insektsart som beskrevs av Ernst Evald Bergroth 1886. Aneurus minutus ingår i släktet Aneurus och familjen barkskinnbaggar. Inga underarter finns listade i Catalogue of Life.